# Digital Enhanced Cordless Telecommunications

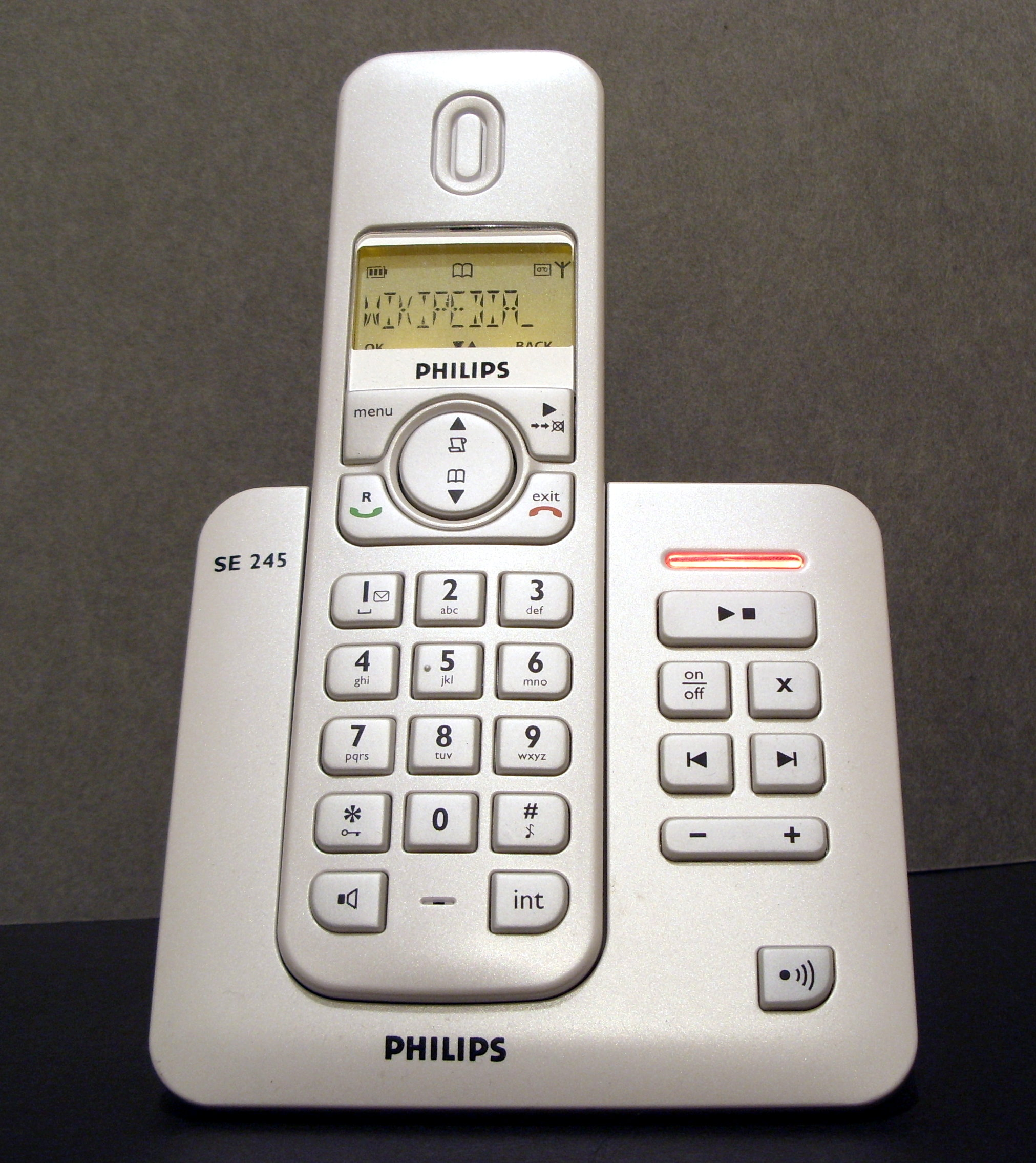
Teléfono DECT Philips SE245.

DECT (Digital Enhanced Cordless Telecommunications, Telecomunicaciones Inalámbricas Mejoradas Digitalmente) es un estándar ETSI para teléfonos inalámbricos digitales, comúnmente utilizado para propósitos domésticos o corporativos. El DECT también puede ser utilizado para transferencias inalámbricas de datos.
DECT es similar a un sistema celular GSM. Una gran diferencia entre ambos sistemas es que el radio máximo de operación de los aparatos DECT es desde 25 hasta 100 metros, mientras que en los GSM es de 2 a 10 kilómetros.
El DECT fue desarrollado por ETSI, pero ha sido adoptado por varios países alrededor del mundo. El DECT es utilizado en todos los países de Europa; además, es usado en la mayor parte de Asia, Australia y Sudamérica. Norteamérica estuvo fuera de los límites para el DECT, pero es posible que cambie en un futuro cercano.[cita requerida]

## Propiedades
Algunas propiedades del DECT son:
- Velocidad neta de transferencia: 32 kbit/s
- Frecuencia: 1880 - 1900 MHz (Europa)
- Canales: 10 (1880 - 1900 MHz)
- Ciclos: 2 x 12 (Ciclos alto y bajo)
- Direccionamiento de canales: Dinámico
- Densidad de tráfico: 10 000 Erlangs/km²
- Potencia de transmisión: 100 - 250 mW
- Rango: 300 metros
- Modulaciones: GFSK (BT=0.5); 1/2 DPSK; 1/4 DQPSK; 1/8 D8PSK

## Uso
Usos del DECT:
- Frequency division multiple access Acceso Múltiple por División de Frecuencia (FDMA),
- Time division multiple access Acceso Múltiple por División de Tiempo (TDMA) y
- Time division duplex Transmisión en dos sentidos por División de Tiempo (TDD)

Esto quiere decir que el espectro del radio es dividido en canales físicos de dos dimensiones: frecuencia y tiempo.
La potencia emitida desde el dispositivo portátil, así como la base al transmitir, es de 100 mW.
La capa de control de acceso a media del DECT es la capa que controla el aspecto físico, y proporciona servicios de Orientado a la Conexión, Sin Conexión y Broadcasting a las capas superiores. También proporciona servicios de cifrado.
La capa de Enlace de Datos usa una variante del protocolo de datos del ISDN (Red Digital de Servicios Integrados), llamada LAP-C. Ambos están basados en HDLC.
La Capa de Red contiene varias entidades de protocolos:
- Control de Llamada (CC)
- Servicios Suplementarios independientes de Llamadas (CISS)
- Servicio de Mensajes orientado a Conexión (COMS)
- Servicio de Mensajes sin Conexión (CLMS)
- Administración de Movilidad (MM)

Todos ellos se comunican a través de una Entidad de Control de Enlace (LCE).
El protocolo de control de llamada deriva del ISDN DSS1, que a su vez deriva del protocolo Q.931. Se han hecho muchos cambios específicos al DECT.

## Áreas de aplicación
Hay cuatro áreas principales:
- Los DECTs domésticos son conectados a una base, que se conecta a su vez al PSTN. Una base puede aceptar varios terminales DECT.
- Los DECTs de negocios son conectados a un PBX.
- Los DECTs públicos son conectados a la PSTN (muy poco usual), que es una alternativa de alta densidad al GSM.
- Bucle local (poco frecuente). En este caso, el enlace de radio del DECT reemplaza la conexión alámbrica entre el distribuidor final PSTN y el suscriptor.

## Protocolo de acceso genérico
El GAP es un perfil de interoperabilidad para el DECT. La intención es que dos productos de fabricantes diferentes definidos dentro de los límites del estándar DECT sean capaces de interoperar de tal manera que se consigan llamadas básicas. En otras palabras, cualquier teléfono que soporte GAP puede ser registrado en cualquier base que también lo soporte, y pueda ser usada para hacer y recibir llamadas. No necesariamente serán capaces de acceder a características avanzadas de la base, tales como la operación remota de una máquina contestadora que esté incluida en la base. La mayoría de los dispositivos DECT a nivel de consumidor soportan el perfil GAP, incluso aquellos que no publican esta función.